# Stephen Chow
Stephen Chow Sing-chi ( traditionel kinesisk : 周星驰 , født 22. juni 1962 i Hong Kong) er en kinesisk skuespiller, komiker, manuskriptforfatter, filminstruktør og producent. Hans film Shaolin Soccer indtjente over 60 millioner HK dollars. Filmen vandt for bedste film og Chow vandt for bedste mandlige hovedrolle og bedste instruktør i 2002 ved Hong Kong Film Awards.
Chow tilbragte sin ungdom sammen med tre søstre i Hong Kong. Stephen var Bruce Lee fan, og så hans kampe som dreng og begyndte at lære hans Kung Fu-stil Wing Chun.
I 1982, efter afslutningen af high school, blev han i første omgang afvist af tv-selskabet TVB. Kun efter at have deltaget i et aftenkursus med skuespil, blev han endelig optaget.
Med sin ekspertise komisk timing og "gummi-ansigt-forminger blev Chow rangeret sammen med Andy Lau, Chow Yun-Fat og Jackie Chan som en af de mest populære stjerner i 1990'erne.
I 1994 begyndte Chow at instruere film, og debuterede med From Beijing with Love, som han co-instruerede med Lee Lik-Chi. I sidste halvdel af 1990'erne, begyndte Kina at varme op til Stephen Chows film. Hans film A Chinese Odyssey (1994) blev (og er stadig) en kultklassiker på det kinesiske fastland.
Hans filmdebut var i 1988 med filmen Final Justice af Parkman Wong. Efter flere andre roller fik han tildelt en nominering i den taiwanske Golden Horse Award-uddeling. Det var hans første internationale hit og etablerede hans omdømme i Vesten. I 2004 instruerede han filmen Kung Fu Hustle, der vandt 18 priser, herunder BAFTA-prisen for Bedste Udenlandske Film, fem Golden Horse Awards og seks Hong Kong Film Awards.

## Indflydelse
Chow caster ofte relativt unge skuespillerinder til at spille over for sig; især i romantiske hovedroller, og mange af disse skuespillerinder er gået videre med at have succes med film eller musikkarrierer på egen hånd. Disse piger kan generelt kaldes "Sing Girls" om omfatter: Karen Mok, Vicki Zhao, Sharla Cheung, Athena Chu, Michelle Reis, Christy Chung, Gigi Leung, Cecilia Cheung, Huang Shengyi, and Zhang Yuqi.

## Filmografi
- Kung Fu Hustle 2 (2007)
- A Hope (2007)
- Kung Fu Hustle (2004)
- Shaolin Soccer (2001)
- The Tricky Master (2000)
- King of Comedy (1999)
- Gorgeous (1999)
- The Lucky Guy (1998)
- Lawyer Lawyer (1997)
- All's Well, Ends Well 1997 (1997)
- God of Cookery (1996)
- Forbidden City Cop (1996)
- Sixty Million Dollar Man (1995)
- Out of the Dark (1995)
- From Beijing with Love (1994)
- Hail the Judge (1994)
- Love on Delivery (1994)
- A Chinese Odyssey Part Two – Cinderella (1994)
- A Chinese Odyssey (1994)
- Mad Monk (1993)
- Flirting Scholar (1993)
- Fight Back to School III (1993)
- My Hero 2 (1993)
- All's Well, Ends Well (1992)
- Royal Tramp II (1992)
- Royal Tramp (1992)
- Justice, My Foot (1992)
- Fight Back to School II (1992)
- King of Beggars (1992)
- Fist of Fury 1991 II (1992)
- God of Gamblers II (1991)
- The Top Bet (1991)
- God of Gamblers Part II Back to Shanghai (1991)
- The Gods Must Be Crazy III (1991)
- Magnificent Scoundrels (1991)
- Fight Back to School (1991)
- Tricky Brains (1991)
- Fist of Fury II (1991)
- Triad Story (1990)
- Legend of the Dragon (1990)
- Lung Fung Restaurant (1990)
- Look Out, Officer! (1990)
- Love Is Love (1990)
- When Fortune Smiles (1990)
- My Hero (1990)
- All for the Winner (1990)
- Sleazy Dizzy (1990)
- Curry and Pepper (1990)
- The Unmatchable Match (1989)
- Thunder Cops II (1989)
- Tragic Heroes (1989)
- Dragon Fight (1988)
- Final Justice (1988)
- Faithfully Yours (1988)